# Troiță

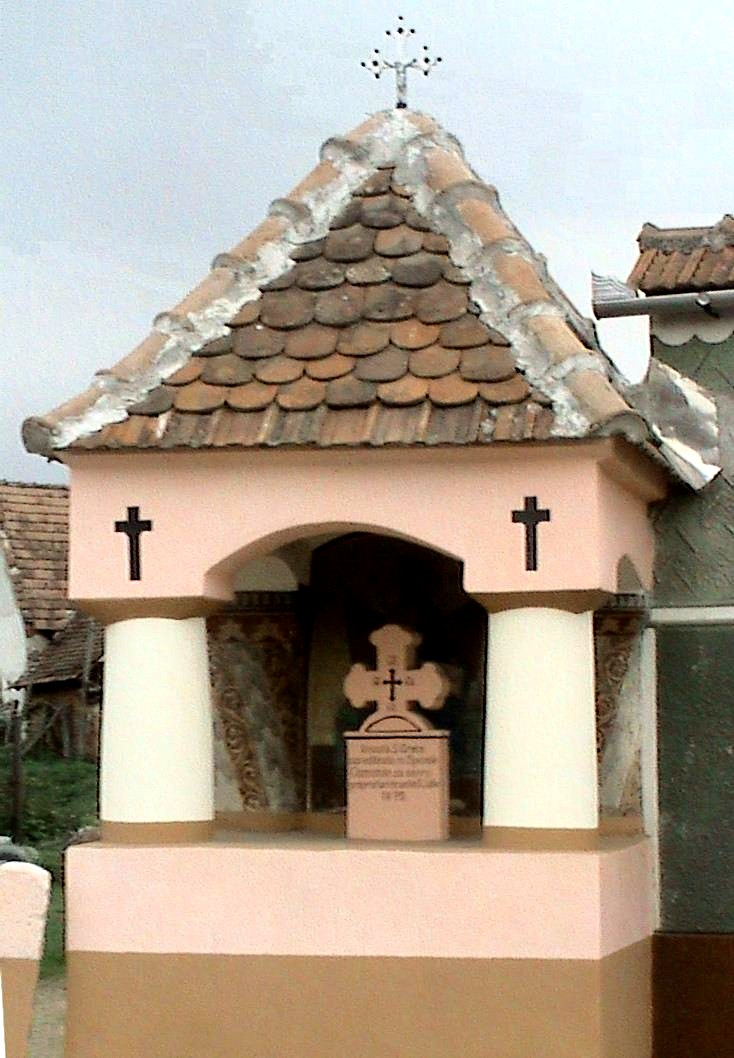
Troiță dinspre Avrig, din Racovița, Sibiu

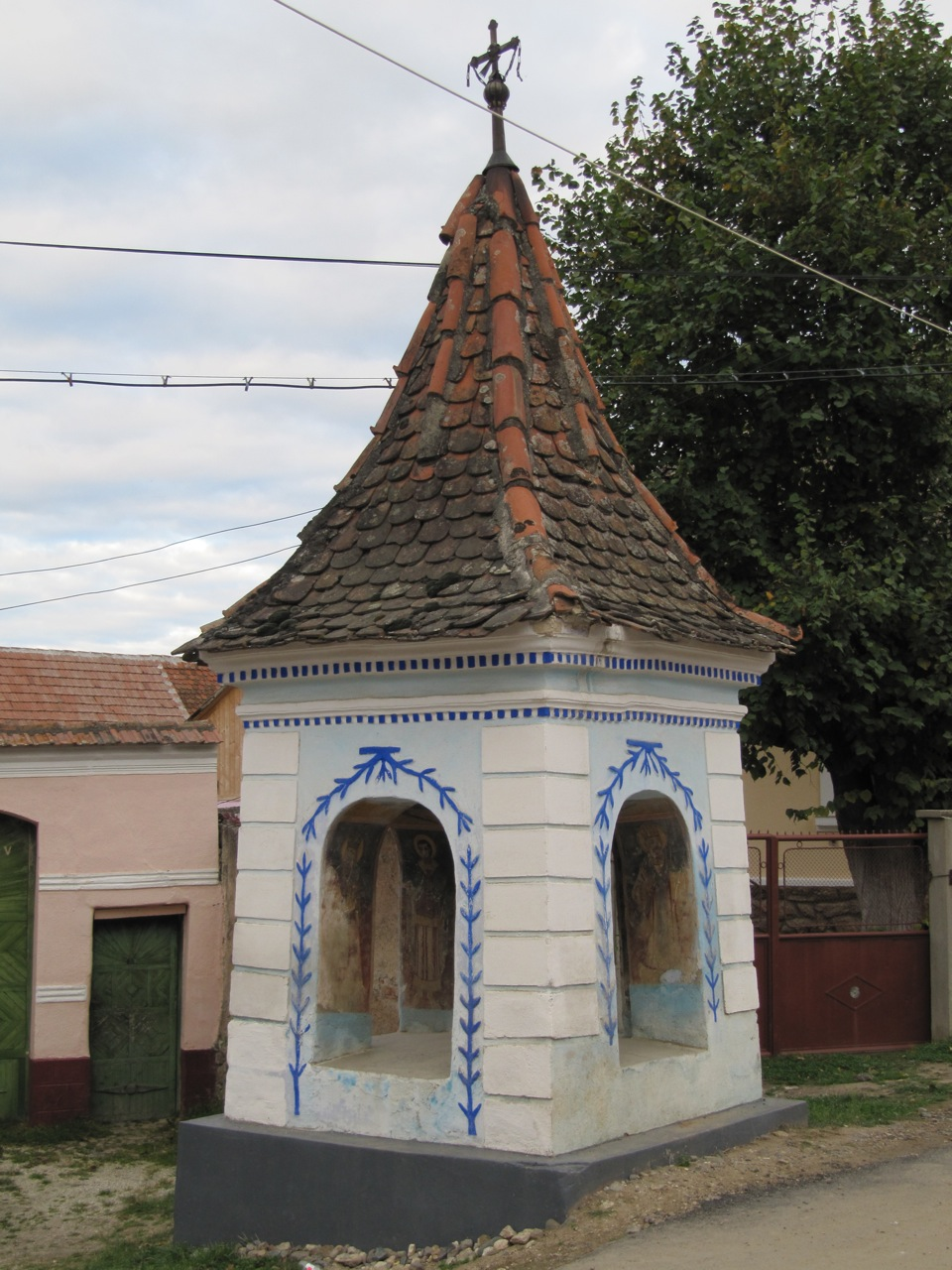
Troiță din Sibiel

O troiță este un simbol de cult creștin.
În spațiul românesc, troița poartă zonal alte denumiri, precum: "cruci la răscruci“ (în nordul Moldovei), "răstigniri“ (în Maramureș), "icoane“ (în Vâlcea), "rugi“ (în ținutul Pădurenilor), "lemne“ (în documentele mai vechi), "cruci“ (în Transilvania și Oltenia). Troițele sunt cruci din lemn sau piatră, cu diferite inscripții, sculpturi, icoane nelegate de cruce. Unele cruci sunt adăpostite în chioșcuri de lemn sau piatră prevazute cu o fereastră sau ușă de vizitare și care seamănă cu un mic altar având crucea, icoane de sfinți, ștergare, mănunchiuri de flori și busuioc și candele.
Potrivit credinței populare, troițele se construiesc la intersecțiile drumurilor, pentru a alunga răul. Mircea Eliade, istoric român al religiilor, afirma, în lucrarea sa „Sacrul și Profanul”, că troița sau stâlpul cerului are rol ritual și închipuie axul cosmic, pentru că, odată înălțat, teritoriul din jurul lui devine locuibil.

## Rolul troițelor în trecut

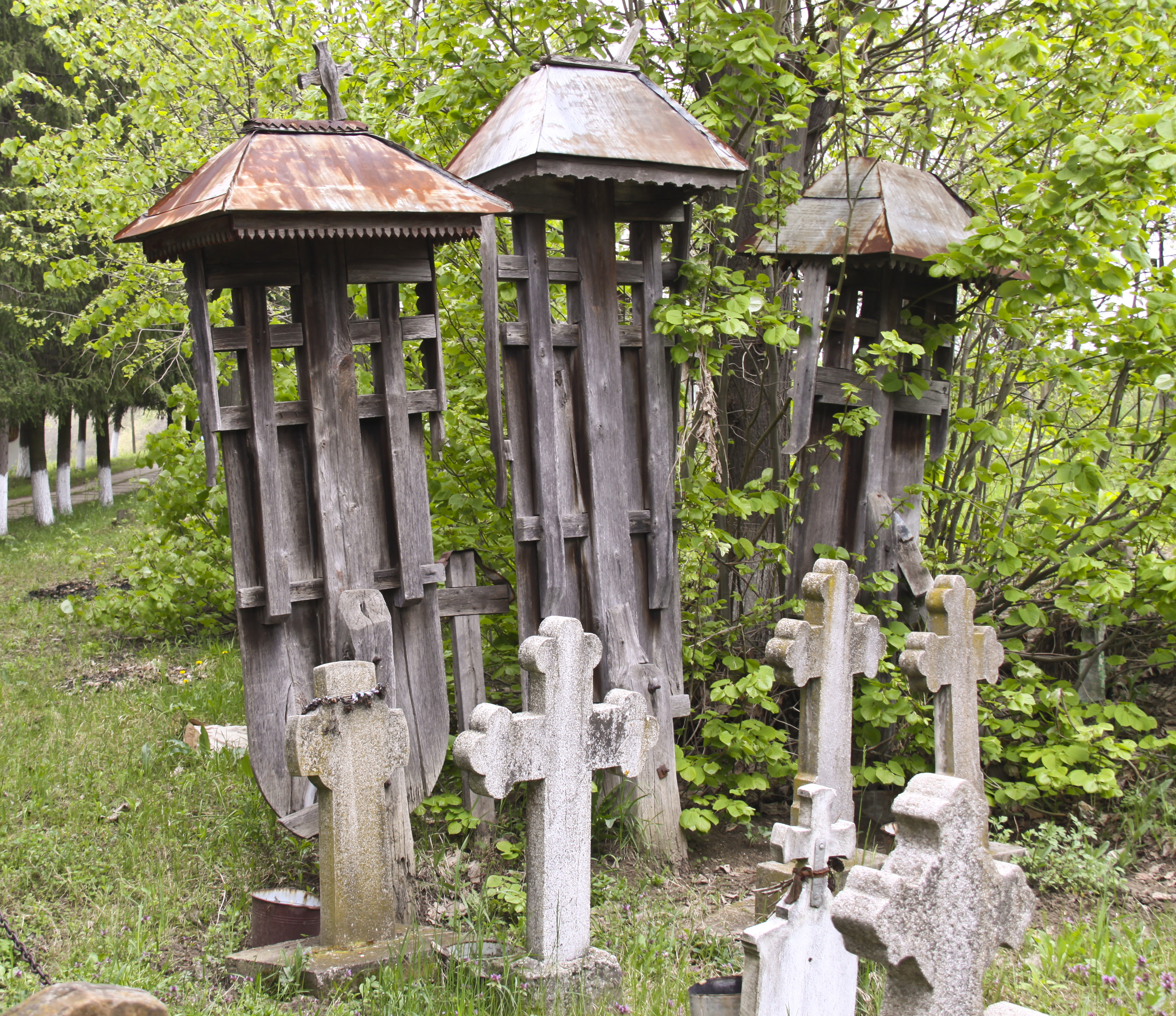
Troițe de lemn

Nicolae Iorga a scris că „Pe timpurile mai vechi decât domniile noastre, până și bisericile de lemn erau foarte rare. Atunci, în jurul unei astfel de cruci se făcea toată slujba. Ea înlocuia biserica, o rezuma în ce avea mai caracteristic”. 
Mircea Cristian Pricop, a scris că poporul român a rezistat în fața mării slave fiindcă era deja creștinat iar credința era exprimată  la început prin ridicarea de prototroițe (stele funerare) Tradiția troițelor a fost mai puternică și s-a menținut mai ales în zonele submontane, mai ferite de influentele străine. Troițe mai vechi de perioada medievală a secolelor XIV-XV din țările române nu au rezistat din cauza perisabilității lemnului
Numărul mare de cruci și troițe care umplu drumurile satelor românești arată cinstirea deosebită pe care a acordat-o mereu țăranul român principalului semn creștin.